# لاسي براون (فنان)
لاسي براون (بالإنجليزية: Lacey Brown)‏ (و. 1985  م) هي فنانة، وعازفة كمان، وكاتبة أغاني، ورسامة أمريكية، ولدت في أماريلو، تستخدم آلات كمان، بدأت مشوارها المهني سنة 2009.

## وصلات خارجية
- لاسي براون على موقع IMDb (الإنجليزية)
- لاسي براون على موقع ميوزك برينز (الإنجليزية)
- لاسي براون على موقع ديسكوغز (الإنجليزية)
- لاسي براون في قاعدة بيانات الأفلام على الإنترنت